# Châtillon (Vienne)
Châtillon – miejscowość i dawna gmina we Francji, w regionie Nowa Akwitania, w departamencie Vienne. W 2016 roku populacja ówczesnej gminy wynosiła 240 mieszkańców. 
W dniu 1 stycznia 2019 roku z połączenia pięciu ówczesnych gmin – Ceaux-en-Couhé, Châtillon, Couhé, Payré oraz Vaux – powstała nowa gmina Valence-en-Poitou. Siedzibą gminy została miejscowość Couhé. 